# Broxton (Cheshire)
Broxton is een civil parish in het bestuurlijke gebied Cheshire West and Chester, in het Engelse graafschap Cheshire met 461 inwoners.